# Alexis-Honoré Roché
Alexis-Honoré Roché est ingénieur et architecte français né à Orléans le 30 mai 1757 (ou 1759), et mort à Périgueux le 13 novembre 1828.

## Biographie
Alexis-Honoré Roché est né à Orléans en 1757  où son père est entrepreneur. Il a un frère, François Roché qui était aussi architecte à Bordeaux et qui a travaillé avec Victor Louis, marié en 1814 avec Thérèse Bomberault.
Il est formé dans le Corps du génie et suit d'abord une carrière militaire. On le retrouve à Bordeaux, en 1786, architecte civil, où il a participe à plusieurs projets privés. Il s'est marié en 1787 à Bordeaux avec Denise Darmagnac dont il a un fils, Jean-Baptiste Alexis Roché (1787-1863), qui a été architecte à Bordeaux et un ami d'Eugène Delacroix par l'intermédiaire de son frère Charles-Henri Delacroix,.
Il reprend du service dans la corps du génie pendant les guerres de la Révolution et de l'Empire. Il est chargé de la construction d'ouvrages de défense comme ingénieur. La chute de l'Empire l'envoie à la retraite en 1814 avec une solde modeste de 347 francs. Il doit rechercher un emploi.
Il est nommé architecte départemental de la Dordogne le 27 novembre 1819. Logé le 6, rue Taillefer, il reçoit ses instructions du préfet, le comte Constant Marie Huchet de Cintré. Il est prévu de construire, à Périgueux, un palais de justice, un palais épiscopal, un grand séminaire et la restauration de la cathédrale Saint-Front, à Ribérac, une sous-préfecture et un tribunal, à Nontron, à Montignac, des casernements de gendarmerie, à Brantôme, un dépôt de mendicité.
Il étudie le projet d'un nouveau palais de justice. Il signe le projet le 20 août 1820, qui est rectifié le 3 juin 1821, pour un montant de 248 653,31 francs. Il est prévu sur les allées de Tourny, à l'emplacement du couvent de Augustins (occupé aujourd'hui par le Musée d'Art et d'Archéologie du Périgord). Le ministre de l'Intérieur approuve le projet mais il ne se réalise pas. C'est son successeur, Louis Catoire, qui a réalisé le palais de justice de Périgueux en critiquant les plans de Roché, en 1827.
En 1821, le préfet et le maire de Périgueux, Jean-Romuald de Moneys d'Ordières, proposent à l'évêque, Alexandre-Charles-Louis-Rose de Lostanges-Sainte-Alvère, d'établir le grand séminaire de Périgueux dans l'ancien couvent Sainte-Claire situé en bordure de l'Isle (emplacement actuel du Centre de secours). L'architecte Roché étudie le projet de rénovation pour accueillir 80 séminaristes en suivant les instructions de l'évêque. Le conseil des Bâtiments civils refuse le projet de Roché qu'il juge d'une « trop grande simplicité ». Il reprend l'étude du projet qui aboutit à une nouvelle critique adressé par le ministre au préfet : « L'auteur de ce projet, qui date de 1822, ne me paraît pas suffisamment compétent ».
Finalement, Alexis-Honoré Roché décide de demander sa retraite d'architecte départemental en octobre 1826 pour retourner à Bordeaux. Il a été remplacé par Louis Catoire.
Deux ans plus tard, il est rappelé pour suivre les travaux de construction du grand séminaire. Il meurt dans sa chambre de l'hôtel Le Chêne Vert, à Périgueux, où il a pris pension, en 1828.